# Progenitore comune

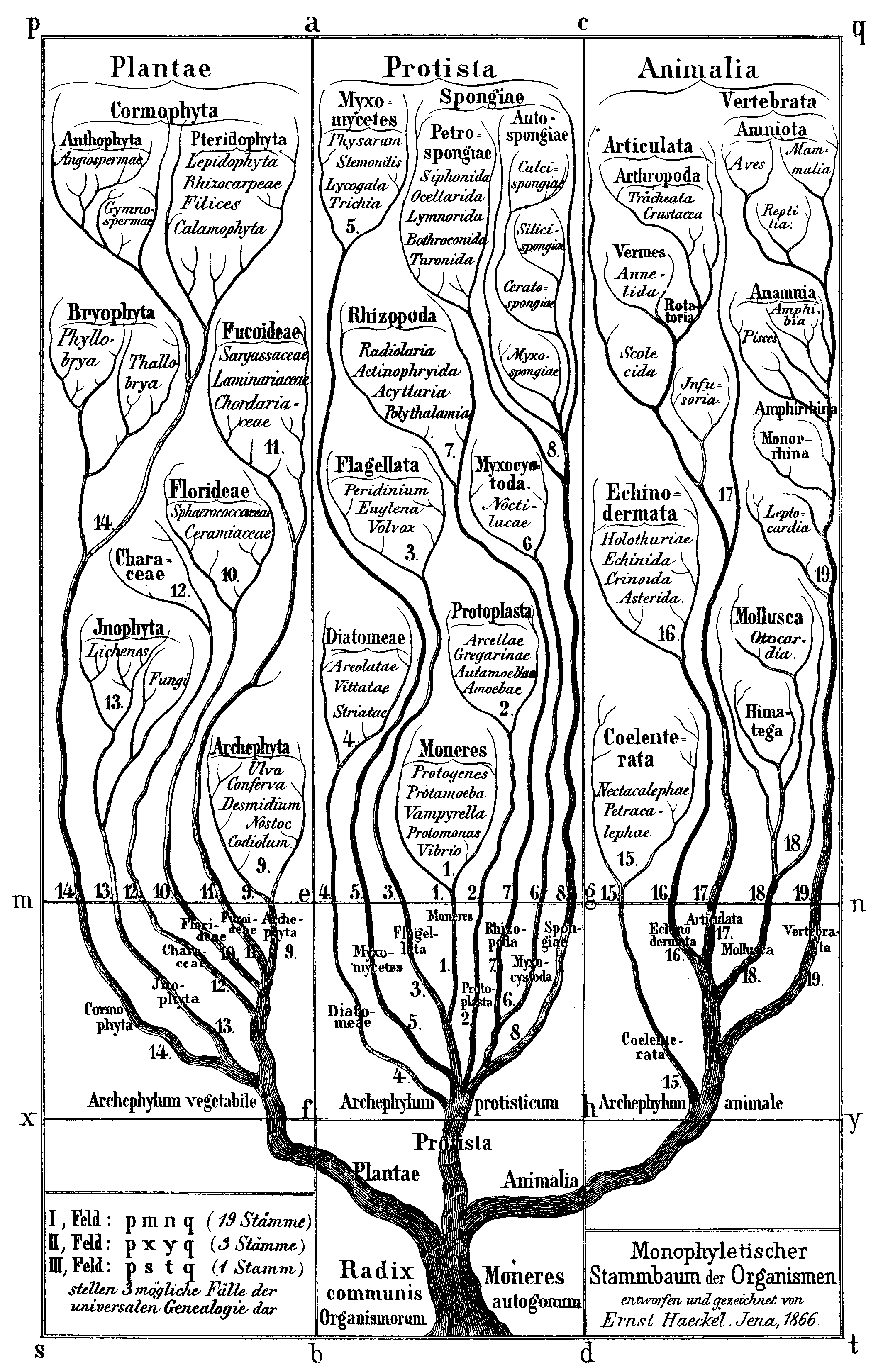
L'albero della vita di Ernst Haeckel, 1866

Con l'espressione progenitore comune (o antenato comune) s'intende quell'individuo o specie dal quale discendono altrettante specie derivate, oppure l'essere vivente dal quale discendono due o più individui nell'ambito di una certa specie.
In ambito antropologico, nelle culture tribali dei clan assume particolare valore la figura del capostipite, nel quale si riconosce un progenitore comune, di solito collocato in un antico passato remoto e circonfuso di un alone mitico.

## Caratteristiche biologiche
L'espressione nella sua forma determinata («antenato comune») si riferisce all'antenato comune più recente, poiché i progenitori di questi saranno contemporaneamente antenati comuni di tutti i suoi discendenti. 
Facendo riferimento alla relazione evolutiva dentro una specie, un esempio comune è l'uso del termine per descrivere il progenitore comune femminile e maschile della specie umana (rispettivamente Eva mitocondriale e Adamo cromosomiale-Y); o utilizzato nella conformazione di lignaggi familiari.
Riferendoci alla relazione evolutiva tra differenti specie, a partire dalla filogenesi si postula l'esistenza di un ultimo antenato comune universale di tutte le specie. Ciò porta ugualmente a postulare, di conseguenza, che date due o più specie, sebbene la loro relazione sia limitata, deve postularsi ugualmente l'esistenza di un antenato comune, progenitore di entrambi.
Il concetto è problematico soltanto quando si tratta di applicarlo a rappresentanti di domini distinti (batteri (s.s.), Archaea ed eucarioti), poiché non sono chiare le relazioni fra loro; delle ipotesi propongono, per esempio, che gli eucarioti sorsero come chimera di batteri e archei.